# ブレーズノーズ・カレッジ (オックスフォード大学)
ブレーズノーズ・カレッジ (英語: Brasenose College, BNC) は、イギリス（イングランド）にあるオックスフォード大学の構成カレッジの一つ。13世紀にブレーズノーズ・ホール (Brasenose Hall) として始まり、1509年にカレッジとして設立された。図書館と礼拝堂は17世紀半ばに、新しい中庭は19世紀後半から20世紀初頭に追加された。
2010年から2021年にかけて、ブレーズノーズはノリントン・テーブル（学士号試験の非公式な成績基準）で4位になった。最近のオックスフォード指標調査では、ブレーズノーズの学部生は98%の全体的な満足度を記録した。近年では、イギリスの学部生の約80%が公立学校出身者である。
ブレーズノーズには、世界で最も古いボートクラブの1つであるブレーズノーズ・カレッジ・ボートクラブがある。

## 歴史

### 設立

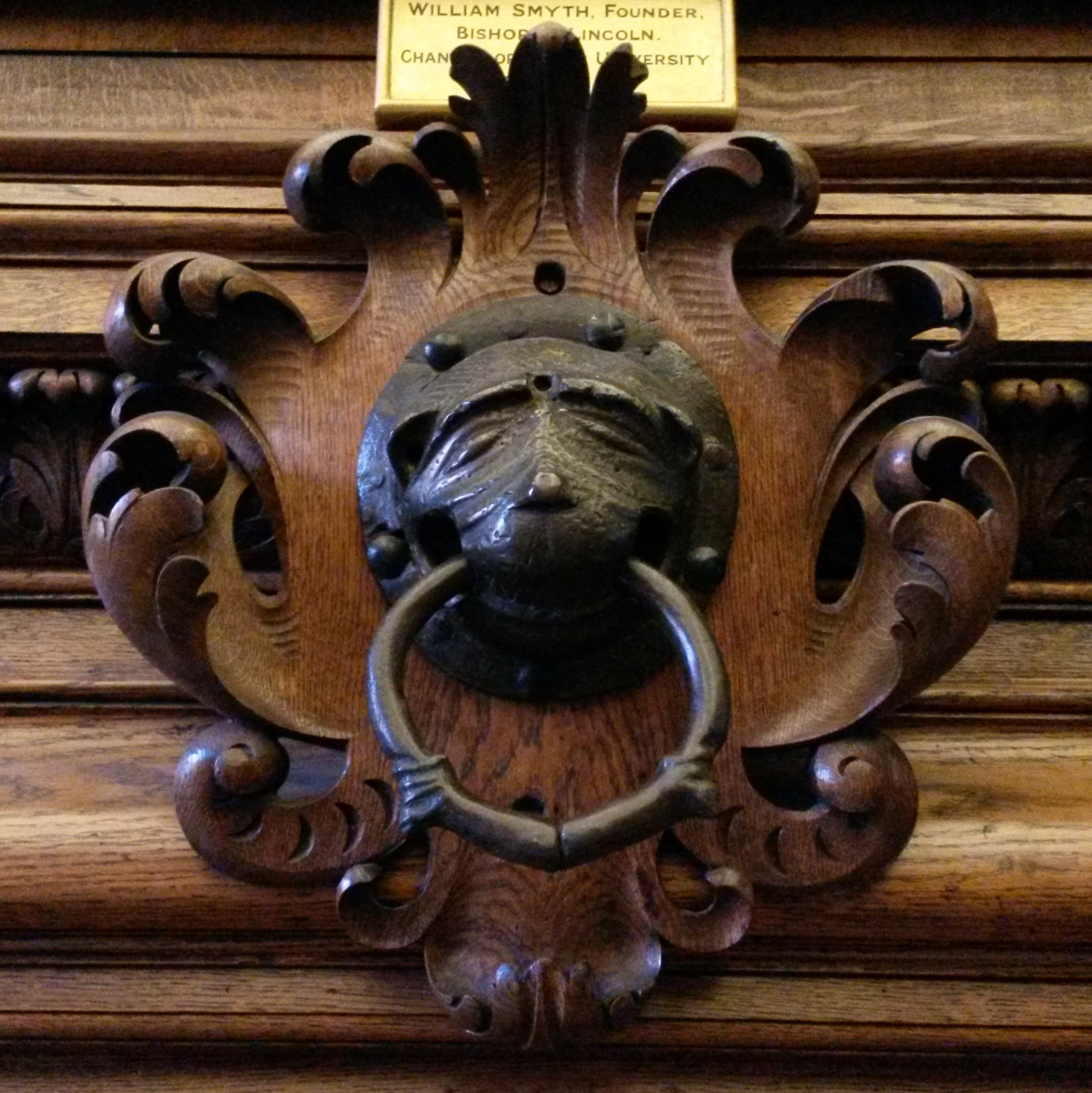
現在、カレッジの食堂にぶら下がっているオリジナルのドアノッカー。（複製はスタムフォード校のドアにある。）

オックスフォード大学ブレーズノーズ・カレッジの歴史は、1279年に名前が最初に言及された中世のアカデミック・ホールであるブラセノーゼ・ホールの敷地にカレッジが設立された1509年にさかのぼる。その名前は、ホールのドアを飾っていた真鍮または青銅のノッカーの名前に由来すると考えられている。
カレッジはランカシャーとチェシャーの2人の創設者（サー・リチャード・サットンとリンカン司教ウィリアム・スマイス）の出身地に関連していた。この関連は20世紀後半まで強く維持されていた。最初の校長たちは、宗教改革と継続的な改革を通じて、カトリックの同調者と共にブレーズノーズをかじ取りした。
イングランド内戦中、ブレーズノーズの大部分は王党派を支持したが、両陣営に著名な将軍や聖職者を輩出した。
図書館と礼拝堂は17世紀半ばに完成したが、ブレーズノーズは金銭的な問題が続いていた。

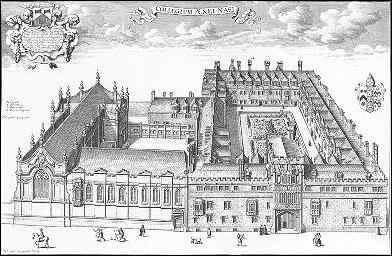
1674年のブレーズノーズのイラスト

### 19世紀
1785年以降、カレッジはウィリアム・クリーバー校長の下で繁栄した。カレッジにはジェントルマンが集まり始め、収入は1790年から1810年の間に2倍になり、かなりの学術的成功を収めた。

### 20世紀初頭
ブレーズノーズは第一次世界大戦（1913年の4分の1を含む）で115人の男性を失い、学部生の数は大幅に減少した。
カーゾン卿の戦後の改革は成功裏に開始された。戦間期はウィリアム・スタリーブラスによって定義され、彼はフェローであり、最終的に学長（1948年まで）としてカレッジ生活を支配した。ブレーズノーズは再びクリケット選手、ボート選手などの一流スポーツマンを輩出した。

## 立地と建物
ブレーズノーズは、オックスフォードの中心部、ラドクリフ・カメラの向かいにあるラドクリフ広場の西側に面している。北側はブレーズノーズ・レーンによって定義され、南側はハイ・ストリートに達する。西にはリンカーン・カレッジがある。

## 伝統

### 紋章

ブレーズノーズ・カレッジの紋章

ブレーズノーズ・カレッジの紋章は、創設者の個人の紋章とリンカンの紋章を取り入れているため、非常に複雑である。

## カレッジ関係者

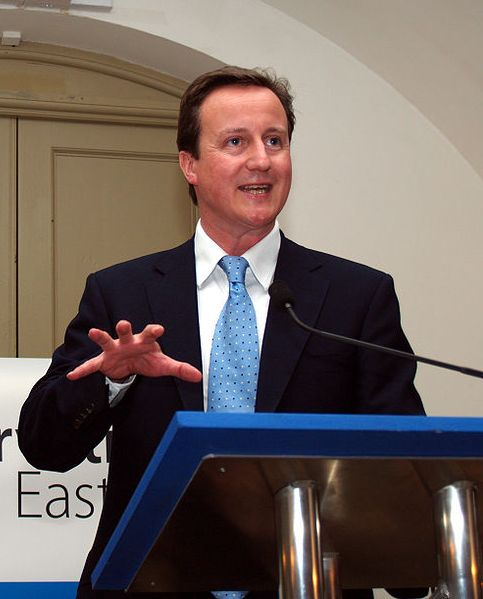
デイヴィッド・キャメロン

カレッジの著名な元学生には、政治家、科学者、作家、芸能人、学者が含まれている。
ブレーズノーズの最も有名な卒業生の中には、デイヴィッド・キャメロン元イギリス首相、マルコム・ターンブル元オーストラリア首相、俳優・コメディアンのマーク・ウィリアムズ、俳優・コメディアンのマイケル・ペイリン、『ミニチュア作家』 (The Miniaturist) の著者であるジェシー・バートン、ジャーナリストでストーンウォールの共同創立者ダンカン・キャンベル、元マッキンゼー業務執行役員、駐中国カナダ大使のドミニク・バートン、作家のデヴィッド・ラングフォード、核軍縮キャンペーンで活躍するブルース・ケント、2016年にノーベル物理学賞を受賞したジョン・M・コステリッツ、アムネスティ・インターナショナルイギリスのディレクターケイト・アレン、環境・政治活動家のジョージ・モンビオットがいる。
それ以前の卒業生には、ヘンリー・アディントン元イギリス首相、アシュモレアン博物館の創設者イライアス・アシュモール、『三十九階段』 (The Thirty-Nine Steps) の著者ジョン・バカン、ハイウェイマンで作家のジョン・クラベル、イングランドのテスト・クリケットのバッツマンのコリン・カードレイ、しばしばラグビーフットボールの発明者として認められているウィリアム・ウェッブ・エリス、Actes and Monumentsとして知られる殉教者列伝 (Foxe's Book of Martyrs) の著者ジョン・フォクス、ノーベル文学賞受賞者ウィリアム・ゴールディング、ジョン・ゴートン元オーストラリア首相、燃料電池の先駆者ウィリアム・ロバート・グローブ、兵士の初代ヘイグ伯爵ダグラス・ヘイグ、カンタベリー大司教ロバート・ランシー、詩人・神学者のトーマス・トラハーンを含む。